# USS Bowfin (SS-287)
«Бауфін» (англ. USS Bowfin (SS-287)) — підводний човен військово-морських сил США типу «Балао», споруджений під час Другої світової війни.
Човен спорудили на належній військово-морським силам США верфі Portsmouth Naval Shipyard у Кіттері, штат Мен. Після проходження випробувань біля Ньюпорту (Род-Айленд), «Бауфін» 2 липня 1943-го вирушив до Брисбену (східне узбережжя Австралії), куди прибув 10 серпня 1943 року.

## Походи
Всього човен здійснив дев'ять бойових походів.

### 1-й похід
16 серпня 1943-го «Бауфін» покинув базу і 25 серпня досяг порту Дарвін (північне узбережжя Австралії). Наступної доби він вийшов звідси та на шляху до району бойового патрулювання у північній та центральній частинах Південнокитайського моря пройшов через моря Арафурське, Банда, Серам, Молуккське, обійшов зі сходу острів Мінданао, після чого пройшов через моря Мінданао та Сулу. Більшу частину вересня човен безрезультатно патрулював у визначеному районі, підходив до острова Хайнань та відвідав Тонкінську затоку, проте лише 25 вересня за п'ять з половиною сотень кілометрів на схід від Сайгону (наразі Хошимін) перехопив конвой SA-12 і потопив танкер. Вже на зворотному шляху в морі Сулу західніше острова Негрос «Бауфін» безрезультатно випустив дві торпеди по невеликому пароплаву, а 30 вересня за півсотні кілометрів від північно-західного завершення Мінданао знищив артилерією самохідну баржу. 2 жовтня у Макасарській протоці за півтори сотні кілометрів на північний схід від Балікпапану човен також артилерійським вогнем потопив шхуну. Ввечері 4 жовтня «Бауфін» пройшов у надводному положенні протоку Ломбок (розділяє острови Балі та Ломбок і веде з моря Балі до Індійського океану), а 10 жовтня прибув до Фрімантлу на західному узбережжі Австралії.

### 2-й похід
1 листопада 1943-го «Бауфін» вийшов з бази, через три доби пройшов бункерування у затоці Ексмут, після чого пройшов до визначеного йому місця бойового патрулювання поблизу узбережжя центрального В'єтнаму через протоку Ломбок, Макасарську протоку (тут артилерією знищили чотири вітрильники), моря Сулавесі та Сулу (при проходженні через протоку Сібуту, що їх з'єднує, так само артилерійським вогнем потопили два невеликі пароплави). Біля В'єтнаму за три дні з 26 по 28 листопада «Бауфін» потопив два танкери та три вантажні судна. Під час останнього з цих боїв були використані всі торпеди, крім того, одне з суден конвою відкрило вогонь у відповідь по човну, який провадив нічну атаку у надводному положенні, та поцілило «Бауфін» снарядом в районі машинного відділення. Команда провела аварійні ремонтні роботи, проте під час занурення все-рівно спостерігалось просочування води у корпус. Човен узяв курс на базу, при цьому 2 грудня при проходженні через Макасарську протоку потопив артилерією ще один вітрильник. 9 грудня «Бауфін» прибув до Фрімантлу.

### 3-й похід
8 січня 1944-го «Бауфін» вийшов з бази, через три доби пройшов бункерування у затоці Ексмут, після чого попрямував до району бойового патрулювання у Макасарській протоці. Тут в середині січня човен торпедував і потопив танкер, а також знищив артилерійським вогнем шхуну. У третій декаді «Бауфін» обійшов острів Сулавесі зі півночі і сходу та зайшов до австралійського Дарвіну для поповнення запасів торпед, ремонту двигуна та антени.
На зворотному шляху до Макасарської протоки човен у морі Банда випустив три торпеди по транспортному судну, проте післявоєнні дослідження не підтвердили цю заявку на успіх. 28 січня за 230 км на північний захід від Макасару «Бауфін» у шести атаках випустив 18 торпед та досяг 5 влучань у гідроавіаносець/танкер «Камой». Останній, щоб запобігти затопленню, посадили на мілину, а наступної доби повели на буксирі на ремонт (вже у другій половині лютого судно повернеться до активної діяльності і лише в січні 1945-го зазнає важких пошкоджень під час бомбардування Гонконгу, котрі в підсумку й призведуть до його повної втрати). Хоча тепер «Бауфін» використав усі торпеди, він ще виставив кілька мін біля Балікпапану (у вересні 1944-го на них отримають пошкодження канонерський човен «Нанкай» та транспорт Хоккай-Мару), а на зворотному шляху в Яванському морі потопив артилерією два вітрильники. 2 лютого човен зайшов для бункерування в бухту Ексмут, а 5 лютого прибув до Фрімантлу.

### 4-й похід
28 лютого 1944-го «Бауфін» вийшов з бази, 6 березня зайшов для бункерування до Дарвіну, після чого попрямував у район Молуккських островів. 11 березня у морі Хальмахера за два десятки кілометрів на північний схід від острова Обі він потопив вантажне судно. Після цього 14 березня човен зайшов до Дарвіну, де узяв 17 торпед та пройшов бункерування. Вийшовши для продовження походу, «Бауфін» пройшов повз острів Амбон, 18 березня в північній частині моря Банда поблизу острова Таліабу безрезультатно випустив 10 торпед по транспортному судну, після чого перейшов за дев'ять сотень кілометрів північніше до входу у затоку Давао (південне узбережжя Мінданао). Тут 24 березня він атакував конвой H-22, котрий прямував з Маніли на острів Хальмахера, та потопив два транспорти. Після цього 1 квітня човен повернувся до Фрімантлу.

### 5-й похід
25 квітня «Бауфін» вийшов для бойового патрулювання в районі островів Палау — важливого японського транспортного хабу у західній частині Каролінських островів. 14 травня за дві сотні кілометрів на північний захід від Палау «Бауфін» разом з іншим підводним човном Aspro потопили вантажне судно. 17 червня «Бауфін» пройшов бункерування на атолі Мідвей, а 21 червня прибув до Перл-Гарбору.

### 6-й похід
17 липня 1944-го човен вийшов з бази, через три доби зайшов для бункерування на Мідвей, після чого попрямував в район північної частини архіпелага Рюкю. 10 серпня поблизу острова Мінамідайто «Бауфін» знищив торпедами невелике судно Сейто-Мару (197 тонн), а 24 серпня за десяток кілометрів від острова Акусекідзіма атакував конвой NAMO-103, котрий прямував з Окінави до Моджі. При цьому було потоплене транспортне судно Цусіма-Мару, котре перед тим доправило на Окінаву військовослужбовців, а у зворотному рейсі вивозило цивільних. У результаті разом з Цусіма-Мару загинуло понад 1500 пасажирів, серед них близько семи сотень школярів. 28 серпня за сотню кілометрів на схід від Окінави «Бауфін» безрезультатно випустив три торпеди по траулеру, після чого потопив його артилерійським вогнем. 4 вересня, вже на зворотному шляху на базу, човен у відкритому океані за 2200 кілометрів на північний схід від островів Огасавара зустрів патрульний човен Хіноде-Мару № 6 (245 тонн) та знищив його артилерією. 9 вересня «Бауфін» зайшов на Мідвей, а 13 вересня прибув до Перл-Гарбору. 21 вересня човен перейшов для ремонту на верфі Mare Island Navy Yard (Вальєхо, Каліфорнія), звідки повернувся на Гаваї 24 грудня.

### 7-й похід
25 січня 1945-го «Бауфін» вийшов з бази, 6—8 лютого провів на Сайпані (Маріанські острови), після чого попрямував до району бойового патрулювання південніше від острова Хонсю. Тут 17 лютого він потопив кайбокан (корабель берегової оборони, фрегат) № 56. Того ж дня човен добив зенітною артилерією патрульний катер Наншин-Мару № 26 (81 тонна), раніше пошкоджений авіаносною авіацією, а 2 березня торпедував та потопив патрульний катер Чокай-Мару (135 тонн). 4 березня «Бауфін» атакував два патрульні катери, проте через хвилювання на морі та вогонь у відповідь вийшов з бою. Один із членів екіпажу отримав при цьому поранення. 19 березня човен підібрав двох збитих американських льотчиків, а 25 березня завершив похід на Гуамі (Маріанські острови).

### 8-й похід
23 квітня 1945-го «Бауфін» попрямував до визначеного йому району бойового патрулювання біля східного узбережжя островів Хонсю та Хоккайдо. Тут він потопив два транспортні судна, а 15 травня повернувся на Гуам.

### 9-й похід
29 травня 1945-го човен вийшов для бойових дій у Японському морі у складі «вовчої зграї» «Хайдеманс Хеллкетс». Остання складалась із трьох груп, зокрема, «Бауфін» разом із підводними човнами Flying Fish та Tinosa формували «Ріссерс Бобкетс». Діючи поблизу від узбережжя північної Кореї, «Бауфін» потопив два транспортні судна. 24 травня човни «зграї» вийшли із Японського моря через протоку Лаперуза, після чого «Бауфін» 30 червня прибув для бункерування на Мідвей, а 4 липня дістався Перл-Гарбору.
10 серпня 1945-го «Бауфін» вийшов на Гуам, про у зв'язку з капітуляцією Японії 19 серпня повернувся на Гаваї.

## Спеціальні завдання
2 вересня 1943-го човен доправив спорядження в район на захід від Бінані на острові Мінданао та евакуював звідси 9 осіб.
29 вересня 1943-го човен доправив спорядження, пошту та гроші на острів Сікіхор (у морі Мінданао за два десятки кілометрів на південний схід від острова Негрос) і евакуював звідси 9 осіб.

## Післявоєнна доля
У лютому 1947-го човен вивели в резерв, проте в 1951-му, під час Корейської війни, повернули до бойового складу флоту. Навесні 1954-го «Бауфін» знову відправили до резерву.
У травня 1960-го човен почали використовувати для тренувань Резерву ВМС.
У 1971-му «Бауфін» вивели зі складу ВМС, а з 1 серпня 1979 року перетворили на корабель-музей у Перл-Гарборі.

## Бойовий рахунок
| Дата       | Назва                               | Тип                | Тоннаж | Місце            |
| 25.09.1943 | Кірісіма Мару                       | вантажопасажирське | 8120   | 9°44'N 111°56'E  |
| 26.11.1943 | Огурасан Мару                       | танкер             | 5069   | 12°48'N 109°34'E |
| 26.11.1943 | Тайнан Мару                         | вантажне           | 5407   | 13°2'N 109°28'E  |
| 27.11.1943 | Ван Волленховен                     | вантажне           | 691    | 13°1'N 109°30'E  |
| 28.11.1943 | Сідней Мару                         | вантажопасажирське | 5425   | 12°46'N 109°42'E |
| 28.11.1943 | Тонан Мару                          | танкер             | 9866   | 12°46'N 109°42'E |
| 17.01.1944 | Шою-Мару                            | вантажне           | 4408   | 18°0'N 118°37'E  |
| 10.03.1944 | Цукікава-Мару                       | вантажне           | 4470   | 1°30'S 128°17'E  |
| 24.03.1944 | Сінкьо-Мару                         | вантажне           | 5139   | 5°27'N 125°38'E  |
| 24.03.1944 | Бенгал-Мару                         | вантажне           | 5399   | 5°27'N 125°38'E  |
| 14.05.1944 | Бісан Мару (разом з Aspro)          | вантажне           | 4500   | 9°00'N 133°34'E  |
| 10.07.1944 | Сейто-Мару                          | вантажне           | 197    | 25°50'N 131°12'E |
| 22.08.1944 | Цусіма Мару                         | вантажопасажирське | 6754   | 29°32'N 129°31'E |
| 04.09.1944 | Хіноде-Мару № 6                     | патрульний човен   | 245    | 31°54'N 152°5'E  |
| 17.02.1945 | Корабель берегової оборони № 56     | фрегат             | 750    | 33°53'N 139°43'E |
| 17.02.1945 | Наншин-Мару № 26 (разом з авіацією) | патрульний човен   | 81     | 33°12'N 140°46'E |
| 02.03.1945 | Чокай-Мару                          | патрульний човен   | 135    | 33°50'N 139°22'E |
| 01.05.1945 | Тьова Мару                          | вантажопасажирське | 2719   | 41°6'N 144°28'E  |
| 08.05.1945 | Дайто Мару № 3                      | вантажне           | 880    | 39°37'N 142°7'E  |
| 11.06.1945 | Сіньо Мару № 3                      | вантажопасажирське | 1898   | 39°23'N 128°59'E |
| 13.06.1945 | Акіура Мару                         | вантажне           | 887    | 39°13'N 128°7'E  |